# 천샹치

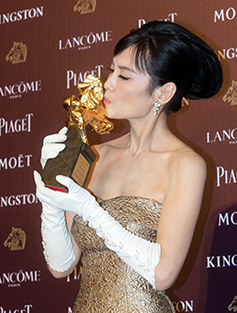

천샹치(중국어: 陳湘琪, 병음: Chén Xiāngqí, 한자음: 진상기, 1969년 11월 27일 ~ )는 중화민국의 배우이다.
가오슝시에서 태어났다.

## 영화
- 회광 소나타 (2014년)
- 떠돌이 개 (2013년)
- 실혼 (2013년)
- 흔들리는 구름 (2005년)
- 곰의 포옹 (2004년)
- 안녕, 용문객잔 (2003년)
- 거긴 지금 몇시니? (2001년)
- 하류 (1997년)
- 달콤한 타락 (1997년)
- 독립시대 (1994년)
- 고령가 소년 살인사건 (1991년)